# Пёрпер, Кеннет
Кеннет Ричард «Кен» Пёрпер (англ. Kenneth Richard "Ken" Purpur, 1 марта 1932, Гранд-Форкс, штат Северная Дакота, США — 5 июня 2011, Рапид-Сити, штат Южная Дакота, США) — североамериканский хоккеист, серебряный призёр зимних Олимпийских игр в Кортина-д’Ампеццо (1956).

## Карьера
В 1951—1954 гг. играл за команду университета Северной Дакоты под руководством своего старшего брата Клиффа, который пять сезонов выступал в НХЛ. В 1956 г. в составе сборной США выиграл серебряную медаль Олимпиады в Кортина-д’Ампеццо, уступив в финале советской сборной со счетом 0:4.
В течение 38 лет работал школьным учителем в течение в Рапид-Сити, Южная Дакота, обучая деревообработке. В 1990 г. был выбран Учителем Года Рапид-Сити. В 1989 г. был введен в Зал спортивной Славы Университета Северной Дакоты.